# Anemone Birkebæk
Anemone Birkebæk (født 1992) var formand for Danske Skoleelever (DSE) i perioden 30. april 2006 - 13. april 2008.
Anemone Birkebæk blev valgt som formand på Danske Skoleelevers generalforsamling i 2006.
Hun studerede statskundskab på Københavns Universitet fra 2011 til 2014, og hun har en Master i Public Administration fra Harvard University.